# SN 1994D
SN 1994D는 NGC 4526 은하 외곽에서 발생한 Ia형 초신성이다.

## 위치
이 초신성은 은하 중심에서 서쪽으로 약 9.0 각초, 남쪽으로 약 7.8 각초 만큼 떨어져 있으며, 눈에 잘 띄는 먼지 경로 근처에 위치하고 있다.

## 거리
거리는 약 55.1 ± 5.2 Mly (16.9 ± 1.6 Mpc)이다.

## 발생 요인
탄소와 산소로 이루어진 백색 왜성의 폭발로 인해 발생했다.

## 최초 발견
이 초신성은 1994년 3월 7일 RR 트레퍼스(Treffers)와 그 동료들이 로이슈너 천문대(Leuschner Observatory)에서 자동화된 30인치 망원경을 사용하여 발견했다.

## 밝기 변화
2주 후인 3월 22일에 최고의 겉보기 밝기에 도달했다. 광도 곡선의 모델링에 의하면, 초신성 폭발이 3월 3~4일경에 목격되었을 수도 있음을 알 수 있다.

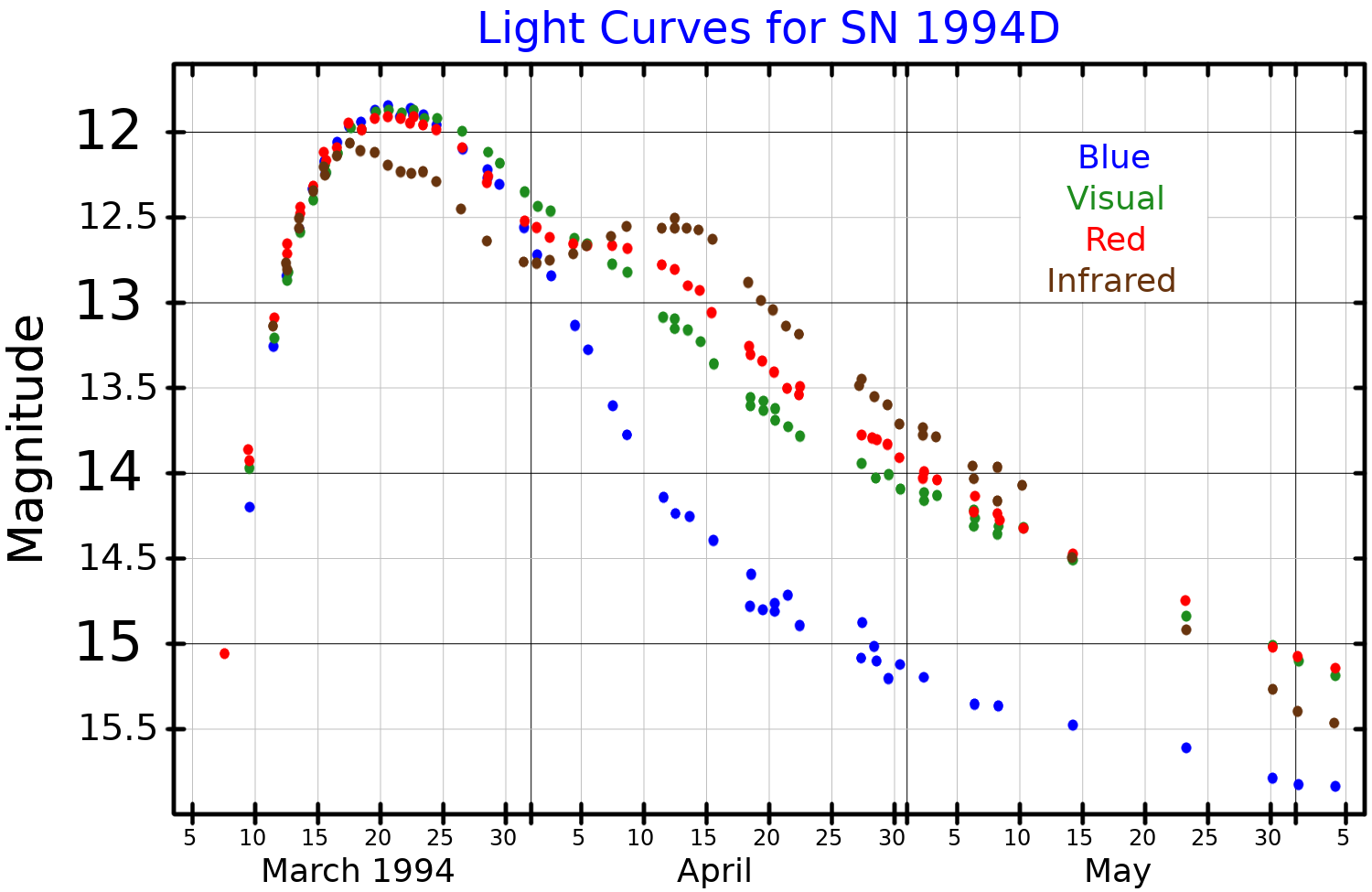
SN 1994D의 광도 변화이다. (1995)

## 헬륨 스펙트럼 검출의 발견
스펙트럼에 있을 수 있는 헬륨의 검출은 1996년에 WPS 마이클(Meikle)과 그 동료들에 의해 이루어졌다.

## 이러한 초신성이 발생할 조건
이러한 현상을 위해서는 헬륨이 약 0.014~ 0.03 태양 질량이 필요할 것이다.

## 여담
이 초신성의 이전의 사건은 SN 1994C이고, 이후의 사건은 SN 1994E이다.

## 같이 보기
- 초신성 관측의 역사

## 추가 자료
- Branch, David;  외. (June 2005). “Comparative Direct Analysis of Type Ia Supernova Spectra. I. SN 1994D”. 《The Publications of the Astronomical Society of the Pacific》 117 (832): 545–552. arXiv:astro-ph/0503165. Bibcode:2005PASP..117..545B. doi:10.1086/430135.